# Monastero di Teplá

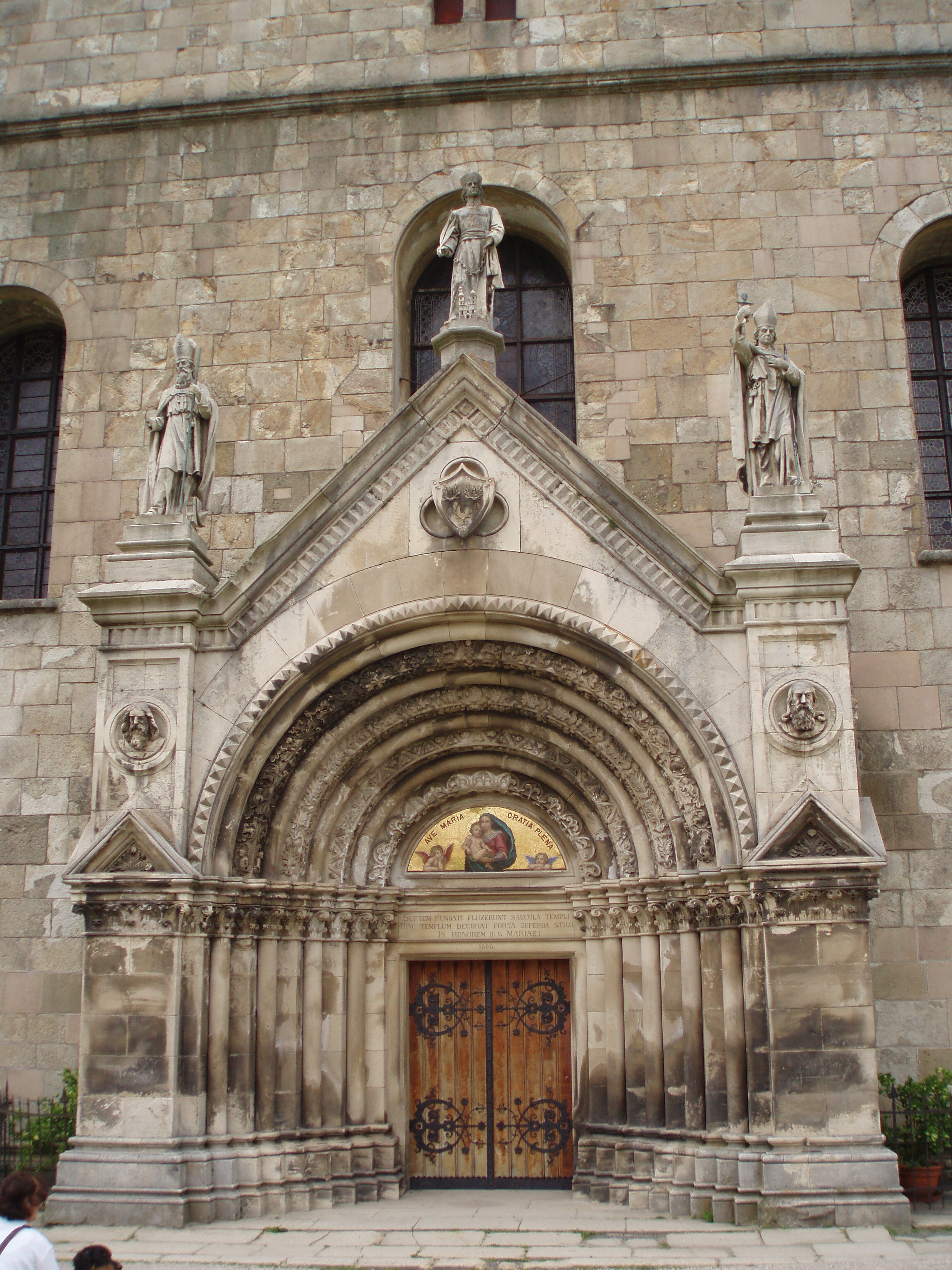
Portale romanico sulla facciata

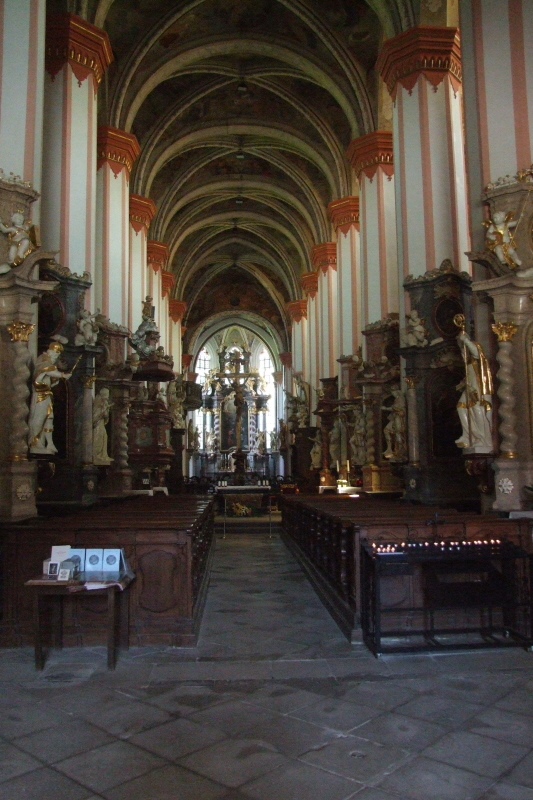
Interno della chiesa

Il monastero premostratense di Teplá venne fondato nel 1193 dal beato Croznato, un nobile che aveva partecipato a una crociata e che poi era entrato tra i canonici regolari premostratensi. I primi canonici di Teplá provenivano dal monastero di Strahov, a Praga.
Lungo i secoli, il monastero subì diversi incendi e saccheggi, soprattutto nel XVII secolo al tempo della guerra dei trent'anni. Diverse ricostruzioni e ampliamenti furono apportate al monastero, in particolare nella seconda metà del XVIII secolo e all'inizio del XIX.
La chiesa del monastero, romanica con elementi di transizione al gotico, è una delle più antiche di tutta la Boemia; è dedicata all'Assunzione della Vergine Maria. Di speciale importanza è anche la biblioteca, che conserva numerosi manoscritti e incunaboli.